# Nafea faa ipoipo
Nafea faa ipoipo (in tahitiano, Quando ti sposi?) è un dipinto di Paul Gauguin del 1892; olio su tela di dimensioni 105 x 77,5 cm.
Gauguin, giunto a Tahiti nel 1891 ma deluso dall'operato colonialista francese che, nella capitale Papeete aveva già esercitato una forte influenza, si era stabilito in un villaggio interno in cui il progresso e la civiltà occidentale si faceva sentire meno.

## Conservazione e vendita
L'opera è stata conservata nel Kunstmuseum di Basilea fino al 6 febbraio 2015, quando fu venduto, secondo alcune fonti non del tutto attendibili, per 300 milioni di dollari, circa 265 milioni di euro, divenendo il quadro più caro di sempre per l'epoca. L'opera fu acquistata da un consorzio di musei del Qatar, che pochi anni prima si era aggiudicato per 250 milioni di dollari una delle versioni del dipinto I giocatori di carte di Cezanne.

## Descrizione
Nel quadro sono raffigurate due donne polinesiane (la modella è in realtà una sola) in un momento di riposo della giornata;
esse sono ritratte con abiti e pose diverse. 
La donna in primo piano presenta una fisionomia più possente, robusta, ed è vestita con abiti locali rispetto alla seconda, più magra ed in abiti missionari.
La forte evidenza dei colori piatti e primari, come il giallo e il rosso incastonati uno nell'altro, la totale indifferenza della prospettiva sono i tratti essenziali di quest'opera di Gauguin.
In alcune zone della tela, (i fiori del pareo rosso) il colore è più denso, cosa che non avverrà durante il secondo soggiorno tahitiano, dove, al contrario, si presenterà sottile (tanto da far emergere la trama della tela).
In primo piano troviamo un verde piuttosto intenso ripreso nel paesaggio in lontananza con toni più caldi e sottili. Sempre sulla dunetta, troviamo un giallo brillante, luminoso, anch'esso ripreso poi nel cielo ma con toni più delicati.
Dal paesaggio emergono le figure di due contadini; esso viene poi chiuso da montagne blu-violacee che entrano in contrasto con il giallo del cielo in quanto colori tra loro complementari.
A destra è presente un albero spoglio, mentre sul lato opposto,  in alto a sinistra, si denota la presenza di un esiguo fogliame su sottili rami appena accennati

## Luce ed illuminazione
I colori tenui sia del cielo che del paesaggio fanno presumere che la scena si svolga al tramonto.
Quelli invece presenti in primo piano sono più scuri poiché la scena è osservata da un punto in penombra, interno.
La luce, nel dipinto, proviene da dietro, da un punto posteriore rispetto alle due donne, ciò si può riscontrare vedendo il braccio della donna in primo piano; tuttavia, non si denota l'ombra dei corpi, con ciò, possiamo giungere alla conclusione che i due corpi, pur ricevendo la luce, non la riflettono sul terreno.